# Skolen ved Vierdiget
Skolen ved Vierdiget var en af Dragør Kommunes fire folkeskoler.
Skolen er bygget i 1963 på Dragør Sydstrand med udsigt over Øresund og senere også Øresundsbroen. Skolen er bygget i et plan, og ligger tæt på havet samt Dragørs fredede strandenge.
Skolen ved Vierdiget var en to-sporet skole og havde 419 elever (pr. 2010) fordelt fra børnehaveklasse til 9. klasse.
Skolen blev nedlagt i 2015.